# Ендотелна кератопластика десцеметове мембране
Ендотелна кератопластика десцеметове мембране (ДМЕК) је метода у очној хирургији заснована на трансплантација рожњаче делимичне дебљине у којој се десцеметова мембрана (ДМ) и ендотел домаћина замењују десцеметовом  мембраном донора и ендотелом. Ова интервенција се разликује од Десцеметове аутоматизоване ендотелне кератопластике (ДСАЕК) где донор ДМ, ендотел и задња строма замењују ДМ домаћина и ендотел. ДМЕК и ДСАЕК су процедуре ендотелне кератопластике, које се разликују од кератопластике пуне дебљине. 

## Историја
Трансплантацију рожњаче пуне дебљине, такође позната као пенетрирајућа кератопластика (ПК) , први пут је изведена од стране др Едуарда Зирма 1905. године. Скоро један век касније, 1998. године, др Герит Мајлс описао је постериорну ламеларну кератопластику (ПЛК) током које је само одабрани део рожњаче пресађен.  ПЛК је првобитно извођена тако што је прво стваран дубок  стромални џеп у лимбусу са резом од 9 милиметара, а затим је ручно сецирана задња строма, ДМ и ендотела помоћу специјализованог инструмента или маказа. Тако собијено донорско дугме (које се састоји од истих слојева рожњаче) затим је убацивано у џеп и држано мехурићем ваздуха уместо шавовима. Др Мајлс је касније ревидирао технику савијањем графта, што је омогућило да се величина реза смањи на 5 мм. Већина хирурга није усвојила ПЛК др Мелеса због екстремне сложености технике.  
Др Марк Тери је 2001. године, накнадно усвојио технику додајући модификације које су укључивале употребу вискоеластика за стабилизацију предње очне коморе. Тиме је он преименовао процедуру у дубоку ламеларну ендотелну кератопластику (ДЛЕК).  Међутим, како је ДЛЕК процедура била технички изазовна стварао се ламеларни очни интерфејс који ограничавао вид.
Др Мајклс је затим описао процедуру у којој су ДМ и ендотел уклоњени са рожњаче домаћина  и замењени донорским дугметом које се састојало од задње строме, ДМ и ендотела. Ова операција је технички била много лакша и елиминисала је потребу за дисекцијом строме, и стварала је глаткији очни интерфејс графта.  
Др Френсис Прајс је први објавио клиничке резултате технике, коју је назвао Десцеметова ендотелна кератопластика (ДСЕК).  
Др Марк Горовој је 2006. године објавио употребу микрокератома за дисекцију донора и сковао термин  Десцеметова аутоматизоване ендотелне кератопластике (ДСАЕК).  ДСАЕК резултовала брзим опоравком вида, минималним компликацијама и стабилним визуелним исходима. Међутим, ДСАЕК метода и даље може ограничити најбоље кориговани вид због донаторског ламеларног очног интерфејса.
Године 2006. др Мајлс је развио другу технику коју је назвао Десцеметова мембранска ендотелна кератопластика (ДМЕК).  ДМЕК укључује само трансплантацију ДМ донора и ендотела, за разлику од задње строме, ДМ и ендотела који се користе у ДСАЕК методи. Модификација ДМЕК  је описана 2009. године где је руб строме остављен на периферији ткива донора. Ово је названо Десцеметова мембранска аутоматизована ендотелна кератопластика (ДМАЕК).  
Друга техника је описана 2010. године под називом Десцеметова мембранска ендотелна кератопластика са стромалним ободом (ДМЕК-С).  Разлика између ДМЕК-С и ДМАЕК је у томе што се код ДМЕК-С донорско ткиво припрема ручно док се код ДМАЕК користи микрокератом или фемтосекундни ласер за почетну задњу ламеларну дисекцију.

## Епидемиологија
Термин ендотелна кератопластика (ЕК) обухвата ПЛК, ДЛЕК, ДСЕК , ДСАЕК, ДМЕК и ДМАЕК. ЕК је заменио продорну кератопластику 2012. године као најчешће извођену кератопластику у Сједињеним Америчким Државама. Метода ендотелне кератопластике (ЕК)  изведена је у 25.965  процедура у 2014. години, што је значајно повећање са 1.398 у 2005. и 19.159 у 2010. години.
Огромна већина ЕК процедура у 2014. у САД била је ДСАЕК, са 23.100 обављених случајева. Ово је било смањење од 1,6% у односу на 2013. Насупрот томе, ДМЕК случајева је било мање, али се брзо повећавају са 2.865 ДМЕК случајева обављених у 2014. у поређењу са 1.522 у 2013. години, што представља повећање од 88,2%. 
Од 2012. до 2014. године у Сједињеним Америчким Државама дошло је до повећања од 283% случајева ДМЕК-а.  Године 2023. ДМЕК је постао најчешћа процедура кератопластике у Сједињеним Амееричким Државама са 17.116 случајева, а следе ДСАЕК (16.207 случајева) и ПК (14.486 случајева). 
Поремећаји ендотелних ћелија остају најчешћа индикација за кератопластику у САД, чинећи 40,2% случајева. Фуксова дистрофија рожњаче је била најчешћа индикација за кератопластику у Сједињеним Државама 2014. године (15.013, 21,5%), а едем након операције катаракте био је други (8.529, 12,2%). Кератоконус (6.981, 10,1%) и поновљене трансплантације (6.811, 9,8%) биле су следеће најчешће индикације за кератопластику. 

## Индикације
ЕК процедуре нису погодне за пацијенте са здравим ендотелијумом рожњаче, као што су пацијенти са стромалним ожиљцима или кератоконусом . Овим пацијентима је и даље потребна пенетрирајућа кератопластика (ПК).
Апсолутне индикације за ДМЕК
Апсопутне индикације за ДМЕК су:
- Фуксова ендотелна дистрофија рожњаче
- дистрофија задње полиморфне мембране
- наследна ендотелна дистрофија
- булозна кератопатија
- иридокорнеални ендотелни синдром.
- неуспела ендотелна кератопластика

Релативне индикације за ДМЕК
Релативне индикације за ДМЕК су:
- стромални ожиљци
- кератоконус
- немогућност пацијента да лежи равно
- хипотонија
- афакија
- аниридија или велики дефекти шаренице
- интраокуларно сочиво предње коморе
- претходна операција глаукома
- отказивање ендотела након пенетрације кератопластике

## Процедура
ДМЕК је процедура трансплантације рожњаче парцијалне дебљине која укључује селективно уклањање пацијентове десцеметне мембране и ендотела, након чега следи трансплантација ендотела рожњаче донора и десцеметне мембране без додатног стромалног ткива преузетог од донора. Ткиво графта је само 10-15 микрона дебљине. У току извођења, слично као код ДСАЕК треба избегавати директан контакт са ДМЕК ткивом графта да би се спречило оштећење ендотелних ћелија и тако избегао неуспех графта. 
Током интервенције прави се чист рез на рожњачи, ендотел примаоца и десцеметова мембрана се уклањају, а графт се ставља у инсертер. Након убризгавања ткива у предњу очну комору, хирург оријентише и одмотава трансплантат, а мехур од 20% сумпор-хексафлуорида се поставља у предњу комору да би се подржало приањање графта. 
Првобитно се примењивала варијација позната као Десцемет мембранска аутоматизована ендотелна кератопластика (ДМАЕК) код које се користила  аутоматизована припрема донаторског ткива која је периферно имала руб донаторске строме ради лакшег руковања ткивом. Ова процедура се више не изводи због напретка у ДМЕК  методи која је омогућила лакше уметање и манипулацију ткивом графта.

## Добре стране
ДМЕК нуди најбржу визуелну рехабилитацију од било које технике кератопластике до сада. Коначна оштрина вида може бити изванредна због минималних ефеката оптичког интерфејса (површине коју формира заједничка граница два ткива). 
Пошто се мање ткива трансплантира, постоји мањи ризик од одбацивања алографта и мање дуготрајно ослањање на локалне стероиде у поређењу са другим врстама кератопластике. 
Код ове методе може се размотрити прекид узимања локалних стероида на или пре годину дана након процедуре, што је посебно од значја за пацијенте са повишеним интраокуларним притиском.

## Проблеми
Због танкости, крхкости и карактеристичних својстава померања (са ендотелијумом окренутим ка споља), донорским ткивом понекад може бити тешко руковати и тако настају техничке потешкоће у самом поступку. Такође постоји и већи ризик од подизања ивица графта у поређењу са ДСАЕК методе, што понекад захтева процедуру поновног стварања мехурића.

## Компликације
- Одвајање графта: стопе су променљиве и зависе од искуства хирурга
- Оштећење ткива током припреме или операције
- Преокренути калемови
- Дефект епитела или ерозија (3,0%)
- Повишен интраокуларни притисак (ИОП) код око 12% пацијената, са ~ 2,8% случајева код којих се развија секундарни глауком
- Десцемет графт набори (1,9%)
- <1% ризик од предњих синехија , хипотоније, блока зеница, субепителног замагљивања и пигментних наслага на интерфејсу.
- Цистоидни макуларни едем (ЦМЕ) : једна студија је пријавила високу стопу ЦМЕ од 12,5% у очима са самим ДМЕК-ом и 13,3% очију са ДМЕК-ом и екстракцијом катаракте .